# Szczepan Baczyński
Szczepan Baczyński też jako Stefan Baczyński (ur. 16 grudnia 1901 w Warszawie, zm. 9 stycznia 1989 tamże) – polski aktor teatralny, filmowy i telewizyjny, reżyser teatralny, także dyrektor i kierownik artystyczny teatru oraz pedagog.

## Życiorys
Syn Jana. W 1926 roku został absolwentem Oddziału Dramatycznego przy Konserwatorium Muzycznym w Warszawie, gdzie uczył się aktorstwa. Pracę w tym zawodzie rozpoczął w Teatrze Miejskim w Bydgoszczy. W 1928 roku przeniósł się do Warszawy, gdzie m.in. organizował na Żoliborzu pierwsze przedstawienia kukiełkowe przeznaczone dla najmłodszych widzów. Zapoczątkował w ten sposób działalność Teatru Baj. W latach 1930–1932 grał w Teatrze Ateneum, a w następnym sezonie (1933/1934) – w Teatrze im. Stefana Żeromskiego. Współpracował wówczas również z Redutą – teatrem Juliusza Osterwy. W roku 1934 został wysłany przez ówczesne Ministerstwo Spraw Zagranicznych na Łotwę. Tam był inspektorem kulturalno-oświatowym działającym w środowisku polonijnym.
Podczas II wojny światowej przebywał na Zachodzie. Był tam aktorem i reżyserem w zespołach teatralnych działających przy polskich jednostkach wojskowych – najpierw we Francji, potem również w Rumunii; walczył też na froncie. Następnie związany był z Teatrem Polskim utworzonym na obczyźnie, a kierowanym przez Zbigniewa Ziembińskiego (aktora i reżysera). Po upadku Francji wyjechał do Londynu. W roku 1944 był kierownikiem Polskiej YMCA przy 1 Dywizji Pancernej, dowodzonej przez generała Maczka, organizował koncerty dla żołnierzy (Francja, Belgia, Holandia). W maju 1945 roku nawiązał współpracę z wszechstronnie utalentowanym Leonem Schillerem. Wspólnie utworzyli Teatr Ludowy im. Wojciecha Bogusławskiego w Lingen (Ems) (Niemcy), w którym dziedziną artystyczną kierował Schiiler, a Baczyński zajmował się sprawami organizacyjnymi, administracyjnymi.
Pod koniec roku 1945 powrócił do ojczyzny. Doprowadził do reaktywacji Teatru Baj, którego w latach 1946–1948 był dyrektorem i reżyserem. W tym czasie należał też do zespołu Miejskich Teatrów Dramatycznych w Warszawie (1947–48). W roku 1950 był dyrektorem wrocławskich Teatrów Dramatycznych, jednak rok później powrócił do stolicy. W latach 1951–1956 był aktorem teatrów warszawskich: Współczesnego i Narodowego, z kolei w latach 1956–1960 – dyrektorem Teatru Guliwer. W latach 1960–1972 należał do zespołu warszawskiego Teatru Polskiego.
Występował również w filmach i serialach telewizyjnych. Przez wiele lat wykładał też w warszawskiej PWST, a w latach 1950–1970 był jej prorektorem.
Zginął w wypadku ulicznym, wracając z nagrań do dubbingu Dwunastu gniewnych ludzi. Gdy przechodził przez jezdnię na pasach, potrącił go samochód. Pochowany na cmentarzu Powązkowskim (kwatera 111-4-14).

## Spektakle teatralne

### Role

#### Teatr Ateneum, Warszawa
- 1931 – Dom otwarty jako Malinowski (reż. Stanisława Perzanowska)
- 1931 – Gołębie serce jako Tragarz I (reż. S. Jaracz)

#### Miejskie Teatry Dramatyczne, Warszawa
Teatr Mały
- 1947 – Cud świętego Antoniego jako Doktór (reż. Jerzy Kreczmar)

Teatr Rozmaitości
- 1947 – Nie igra się z miłością jako Kuglarz (reż. Czesław Szpakowicz)
- 1948 – Romans z ojczyzną jako Adam Mickiewicz (reż. Eugeniusz Poreda)
- 1948 – Zemsta jako Papkin; Śmigalski (reż. Jerzy Leszczyński)

Teatr Comoedia
- 1948 – Żeglarz jako Rzeźbiarz (reż. Zbigniew Koczanowicz)

#### Teatry Dramatyczne, Wrocław
Teatr Kameralny
- 1949 – Niemcy jako Joachim Peters (reż. Maryna Broniewska)
- 1950 – Pieją koguty jako Słowo wstępne (reż. Czesław Staszewski)

Teatr Popularny
- 1950 – Nowy Świętoszek jako Molier (reż. Stanisław Bugajski)

#### Teatr Współczesny, Warszawa
- 1950 – Wieczór Trzech Króli jako Valentino (reż. Erwin Axer)
- 1950 – Zwykła sprawa jako Murzyn windziarz (reż. E. Axer)
- 1952 – Trzydzieści srebrników jako Fredrick Selwin (reż. E. Axer)
- 1952 – Droga do Czarnolasu jako Szlachcic (reż. E. Axer)
- 1953 – Domek z kart jako Redaktor Karol Wiąz (reż. E. Axer)
- 1954 – Pensja pani Latter jako Eugeniusz Arnold (reż. E. Axer)
- 1955 – Ostry dyżur jako Piotr Dąbek (reż. E. Axer)
- 1956 – Kordian jako oficer (reż. E. Axer)
- 1956 – Zaproszenie do zamku jako Kamerdyner Józef (reż. E. Axer)
- 1969 – Rodeo jako ojciec Pawła (reż. Tadeusz Łomnicki)

#### Teatr Narodowy, Warszawa
- 1957 – Muchy jako człowiek z tłumu (reż. E. Axer)
- 1957 – Żywa maska jako Jan, stary służący (reż. Jan Perz)

#### Teatr Polski, Warszawa
- 1960 – Kogut zawinił... jako Dzwonnik (reż. Zygmunt Hübner)
- 1960 – Wielki kram jako Krassus (reż. Andrzej Munk)
- 1961 – Śmierć gubernatora jako robotnik V (reż. Kazimierz Dejmek)
- 1961 – Eryk XIV jako Stenbock (reż. Z. Hübner)
- 1962 – Król Lear jako lekarz (reż. Z. Hübner)
- 1962 – Kremlowskie kuranty jako inżynier Głagolew (reż. Jerzy Rakowiecki)
- 1962 – Kroniki warszawskie (reż. Mariusz Dmochowski)
- 1962 – Egmont jako Ryszard (reż. Z. Hübner)
- 1963 – Borys Godunow jako Karela (reż. Henryk Szletyński)
- 1963 – Droga przez świat (reż. M. Dmochowski)
- 1963 – Dziady jako Mistrz ceremonii (reż. Aleksander Bardini)
- 1963 – Gość jako Malarz; Rzeźnik (reż. Olga Koszutska)
- 1963 – Harfa traw jako pastorowa (reż. Krystyna Skuszanka)
- 1963 – Bracia Karamazow jako Grzegorz (reż. Jerzy Krasowski)
- 1964 – Fiorenza jako Pierleoni (reż. K. Skuszanka)
- 1964 – ZOO czyli morderca... jako Emeryowany pułkownik (reż. K. Skuszanka)
- 1965 – Sonata widm jako Zmarły Konsul (reż. Jerzy Kreczmar)
- 1965 – Balladyna jako pan Gryf (reż. Władysław Krzemiński)
- 1967 – Nawrócenie kapitana Brassbound jako Osman (reż. Andrzej Szafiański)
- 1967 – Jarmark jako Szambelan króla (reż. Jacek Woszczerowicz)
- 1967 – Nam nie drewno potrzebne... jako Łobok (reż. Ewa Bonacka)
- 1968 – Lilla Weneda (reż. August Kowalczyk)
- 1970 – Nocna eskorta jako Klaus (reż. Wanda Laskowska)

#### Teatr Telewizji
- 1959 – Akcja Wega jako Bonstetten (reż. E. Axer)
- 1960 – Łuczniczka (reż. Olga Lipińska)
- 1960 – Bajka noworoczna (reż. Stanisław Wohl)
- 1961 – Dom pychy i zawiści człowieka (reż. O. Koszutska)
- 1961 – W poszukiwaniu postaci scenicznych (reż. Bogdan Trukan)
- 1961 – Zygmunt August (reż. Tadeusz Byrski)
- 1962 – Środek nieba jako Pielęgniarz (reż. Adam Hanuszkiewicz)
- 1963 – Dym (reż. Ludwik René)
- 1964 – Frajer (reż. T. Byrski)
- 1965 – Zapiski majora Pycia jako Obywatel (reż. J. Krasowski)
- 1966 – Przyznaję się do winy jako major (reż. Andrzej Konic)
- 1966 – Za kulisami (reż. Kazimierz Braun)
- 1968 – Yerma jako zakonnik (reż. A. Bardini)
- 1972 – Kim jestem jako dr Leland (reż. Stanisław Zaczyk)
- 1977 – Fortepian jako Gość (reż. Ignacy Gogolewski)
- 1977 – Przed burzą jako Lloyd George (reż. Roman Wionczek)
- 1981 – Wojna w Polszcze pospolita jako dziad Dygudej (reż. Henryk Kluba)

### Inscenizacje

#### Teatr RTPD „Baj”, Warszawa
- 1946 – Historia cała o niebieskich...
- 1946 – Nowe szaty króla
- 1946 – Dwa Michały i świat cały
- 1947 – Leśne dziwy
- 1948 – Grymasela
- 1948 – O zajączku sprawiedliwym
- 1949 – Wilk, koza i koźlęta
- 1949 – Czarodziejski kalosz

## Filmografia
- 1954 – Domek z kart jako Redaktor „Gazety Codziennej” (reż. E. Axer)
- 1953 – Cement w Trzech opowieściach jako dyrektor kombinatu mającego dostarczyć cement (reż. Czesław Petelski)
- 1954 – Autobus odjeżdża 6.20 jako Zygmunt Batorski (reż. Jan Rybkowski)
- 1956 – Pożegnanie z diabłem jako Jan Łuczak, ojciec Antoniego (reż. Wanda Jakubowska)
- 1957 – Król Maciuś I jako minister finansów (reż. W. Jakubowska)
- 1957 – Skarb kapitana Martensa jako mechanik Szczepan Gawęda (reż. Jerzy Passendorfer)
- 1960 – Rzeczywistość jako sędzia śledczy (reż. Antoni Bohdziewicz)
- 1961 – Wyrok jako doktor Ścisłowski, sąsiad Celarskiej (reż. J. Passendorfer)
- 1662 – I ty zostaniesz Indianinem jako pracownik stacji benzynowej (reż. Konrad Nałęcki)
- 1967 – Kiedy miłość była zbrodnią - Rassenschande (reż. J. Rybkowski)
- 1967 – Stawka większa niż życie jako staruszek (reż. Janusz Morgenstern)
- 1973 – Wielka miłość Balzaka jako hrabia Załuski, uczestnik wigilii u Hańskich (reż. Wojciech Solarz)
- 1975 – Kazimierz Wielki jako Janisław, arcybiskup gnieźnieński koronujący Kazimierza (reż. Ewa Petelska, C. Petelski)
- 1976 – Polskie drogi jako Proboszcz parafii księdza Andrzeja (reż. J. Morgenstern)
- 1976 – Zielone – minione... (reż. Gerard Zalewski)
- 1980 – Bez miłości jako lekarz (reż. Barbara Sass)
- 1980 – Miś jako Leon Konar-Derwiński, tłumacz przysięgły (reż. Stanisław Bareja)

## Ordery i odznaczenia
- Krzyż Kawalerski Orderu Odrodzenia Polski (11 lipca 1955)[4]
- Medal 30-lecia Polski Ludowej (1974)
- Medal 10-lecia Polski Ludowej (19 stycznia 1955)[5]
- Odznaka Zasłużony Działacz Kultury (1964)
- Złota Odznaka „Za zasługi dla Warszawy” (1966)

## Nagrody
- Nagroda Prezesa Rady Ministrów za twórczość dla dzieci i młodzieży (1955)